# Paul Kirsten
Paul Kirsten (* 12. Dezember 1853 in Wilsdruff; † 14. Dezember 1942 in Dresden) war ein deutscher Schriftsteller.

## Leben
Der Sohn eines Beutlermeisters absolvierte zunächst die Knabenschule in Wilsdruff, danach das Gymnasium. Hierauf besuchte er die Universität Leipzig. Dort sollte er nach dem Willen seiner Eltern Theologie studieren. Er folgte jedoch seinen eigenen Interessen und wandte sich literarischen und philosophischen Studien zu. Da diese Eigenmächtigkeit von der Familie nicht toleriert wurde, sah er sich nun auf sich allein gestellt, musste sein Studium aufgeben und sich dem schlichten Broterwerb zuwenden.
Zunächst trat er als redaktioneller Mitarbeiter der Leipziger Deutschen Dichterhalle in Erscheinung, einer zweiwöchentlich erscheinenden Zeitschrift, deren Herausgeber Ernst Eckstein war und die sich vor allem „als repräsentatives Organ gründerzeitlicher Lyrik“ einen Namen machte. Um 1880 folgte Paul Kirsten Eckstein zur satirischen Zeitschrift Schalk (Blätter für deutschen Humor), die u. a. auch in Leipzig verlegt wurde. Hier arbeitete er zudem auch mit Edwin Bormann zusammen, einem Leipziger Schriftsteller, der ebenso als sächsischer Mundartdichter hervortrat. Diese Stilrichtung ist ein Element, welches Kirsten sich hier abgeschaut haben mag. Nun konnte er auch sein Studium in Leipzig wieder aufnehmen und abschließen. 
Um 1882 zog er in den Dresdner Villenvorort Blasewitz. Hier trat er verstärkt als Buchautor in Erscheinung. Speziell in E. Piersons Verlag in Dresden erschienen um 1890 mehrere Werke von Paul Kirsten. Wie es sich schon in seiner Leipziger Zeit angedeutet hatte, agierte er auf humoristischem Gebiet. Bereits als Pensionär veröffentlichte er in den Jahren 1926/28 im Wilsdruffer Tageblatt eine breit angelegte Erinnerungsreihe an seine Kindheit unter dem Titel Wilsdruff vor etwa fünfzig, sechzig Jahren. Kirsten verstarb 1942 hochbetagt in Dresden.

## Werke
- Tolle Streiche, 1877
- All Heil! Veloziped-Geschichten für Sportsfreunde und Jedermann, 1887
- Zwirl Dudenfing (humoristischer Roman), 1888
- Dox (humoristisches Ehebild), 1889
- Die Morgenröthe des 20. Jahrhunderts, 1890
- Wilsdruff vor etwa fünfzig, sechzig Jahren, (Kindheitserinnerungen), 1926/28
- Wilsdruff vor 150 Jahren – Ein literarisches Stadtbild und Kindheitserinnerungen des Schriftstellers Paul Kirsten – Herausgegeben und bearbeitet von Mario Lettau. 2017 (Neuveröffentlichung des Textes von 1926/28), ISBN 978-3-00-056956-2